# Madagaszkár élővilága

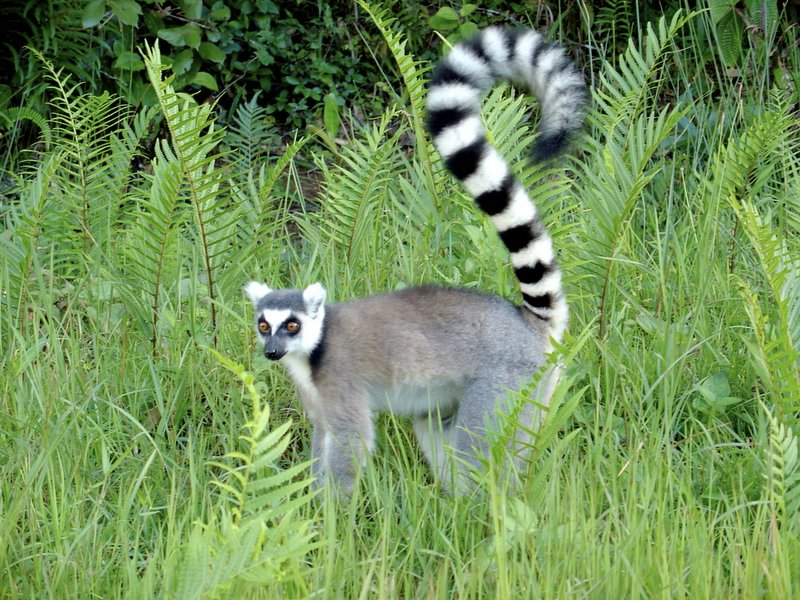
A gyűrűsfarkú maki (Lemur catta) a legismertebb madagaszkári makifaj

Madagaszkár élővilága a földi fajgazdagság mintegy 5%-át teszi ki és az itteni élővilág >80%-a őshonos. Az endemikus fajok magas arányát a sziget hosszú geológiai elszigeteltsége okozza. Az ősi Gondwana szuperkontinens 135 millió éve vált szét egy Madagaszkár+Antarktisz+India és egy Afrika+Dél-Amerika földrészre. Az előbbi földrész 88 millió éve vált szét Madagaszkár és India partjai közt. A tektonikus mozgások miatt Madagaszkár ma már közelebb van Afrikához, mint Indiához.

## Állatvilág

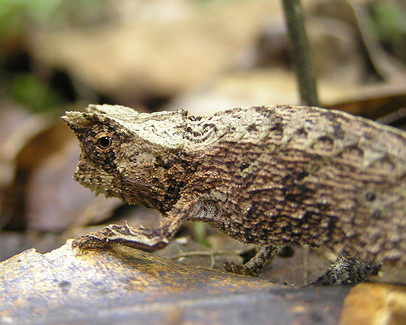
Kaméleonfélék

Madagaszkár faunája közül a makik és a kaméleonok a legnépszerűbbek. A szigetország legnagyobb ragadozója a fossza. A süntanrek hasonlít az európai sünre, ez is a konvergens evolúció példája, mert nem áll rokonságban a sünökkel. A folyami disznó nem csak a szigetországban él, még Afrikában is megtalálható. A kaméleonok a gyíkok egyik legfelismerhetőbb képviselői, a legtöbb fajuk a szigetországban megtalálható. Képesek függetlenül mozgatni a szemüket és ha egy rovarra vadásszanak, akkor kiöltik hosszú, ragadós nyelvüket. Nem a kaméleon a szigetország egyetlen hüllője, még nílusi krokodil is él itt. A makiknak sok fajuk alakult ki például a gyűrűsfarkú maki, az indri, a véznaujjú maki, a Verreaux-szifaka és az egérmaki, a világ legkisebb főemlőse. Egyes feltételezések szerint 35–55 millió évvel ezelőtt, amikor még közelebb helyezkedett el Afrikához, néhány maki egy fatörzsekből képződött tutajon a szigetre sodródott. A szigetországban, mint máshol ott is élnek madarak például a madagaszkári billegető, a madagaszkári íbisz, a madagaszkári odúhéja és a madagaszkári cigányréce. A szigetország egyik ízeltlábúja a madagaszkári bütykös csótány.

## Növényvilág

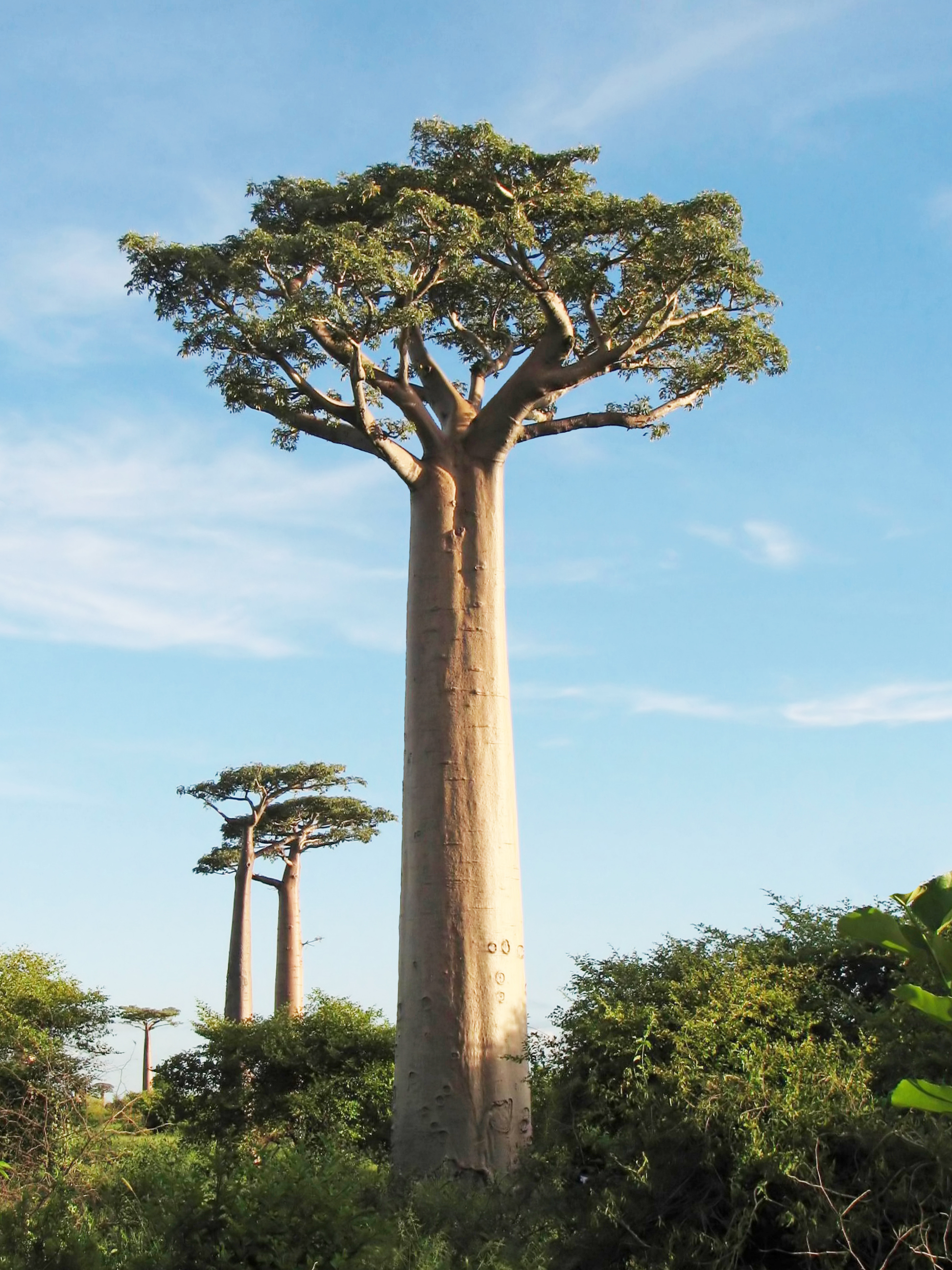
Madagaszkári majomkenyérfa

A szigetország flórájának nagy része endemikus.

## Természetvédelem

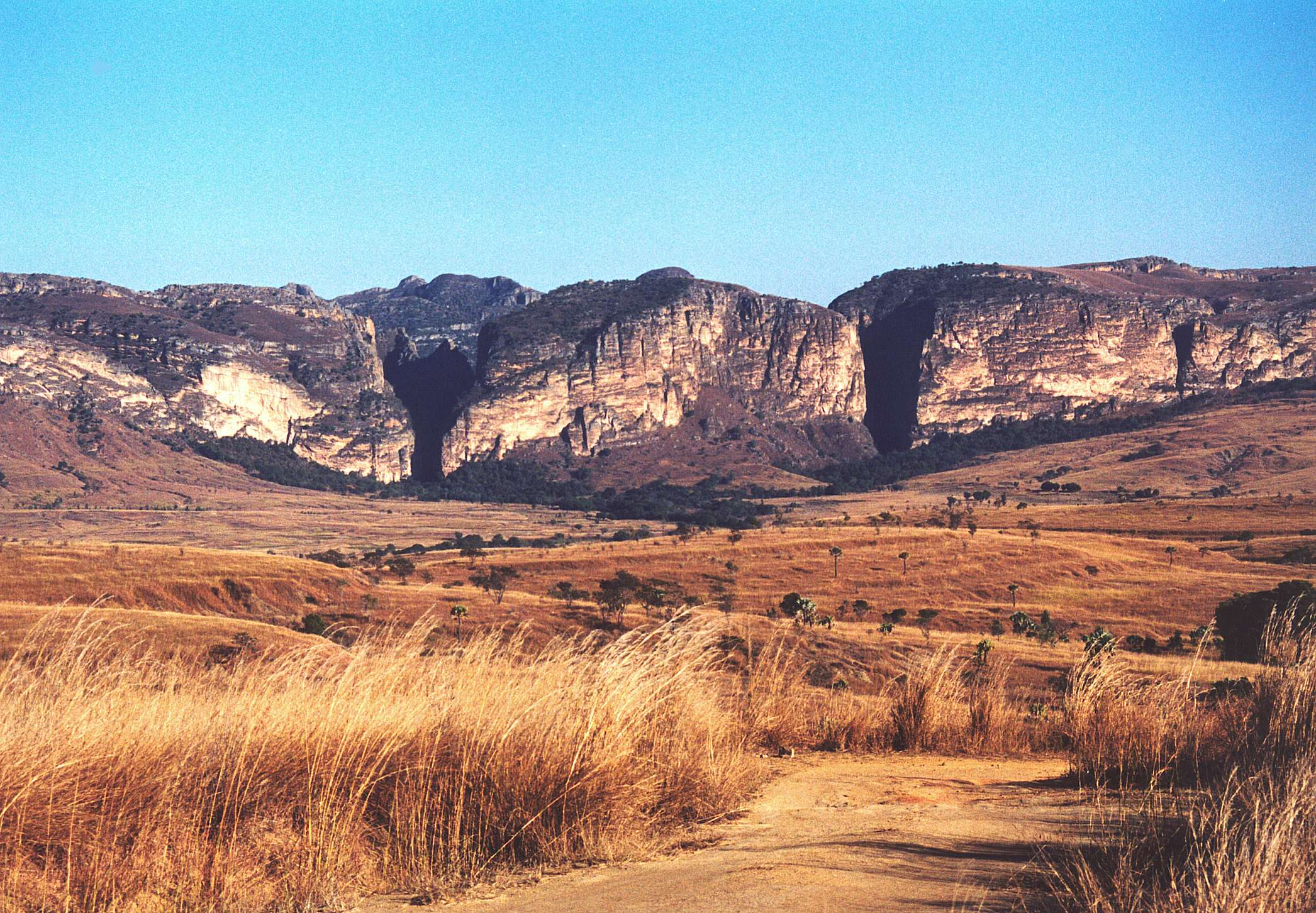
Isalo nemzeti park

Amióta csak az ember megérkezett  Madagaszkár szigetére, a természetes élőhelyek azóta pusztulnak. Nagy területen vágtak ki fákat és betelepítettek a világ más részeiről való állat és növény fajokat. Emellett a szigetország számos endemikus faját az orvvadászat fenyegeti. Egyes fajok már kipusztultak, pl. a szigetországban egykor élt nagy testű fajok, mint az elefántmadár, a madagaszkári víziló és az óriáslemúrok, pl. a Megaladapis. Sok túlélő faj pedig továbbra is veszélyeztetett, beleértve a legtöbb makit. Szerencsére a szigetországban igen sok nemzeti park van, melyeket a vadon élő különleges állatok és egyedi élőhelyük védelmében hoztak létre. Számos szervezet vesz részt Madagaszkár élővilágának megőrzésében, beleértve a WWF, az MFG és a BirdLife International. Néhány makifaj védelme, megőrzése érdekében fogságban való tenyésztési programok jöttek létre.

## Fordítás
- Ez a szócikk részben vagy egészben  a   Wildlife of Madagascar című angol Wikipédia-szócikk fordításán alapul.  Az eredeti cikk szerkesztőit annak laptörténete sorolja fel. Ez a jelzés csupán a megfogalmazás eredetét és a szerzői jogokat jelzi, nem szolgál a cikkben szereplő információk forrásmegjelöléseként.